# Енбек (район Шал акына)
Енбек (каз. Еңбек) — село в районе Шал акына Северо-Казахстанской области Казахстана. Входит в состав Новопокровского сельского округа. Код КАТО — 595643400.

## Население
В 1999 году население села составляло 253 человека (131 мужчина и 122 женщины). По данным переписи 2009 года, в селе проживал 161 человек (83 мужчины и 78 женщин).